# Damir Krstičević
Damir Krstičević (Vrgorac, 1969. július 1.) horvát tábornok és politikus, aki 2016-tól honvédelmi miniszteri és miniszterelnök-helyettesi posztot töltött be 2020 májusában történt lemondásáig, amelyet két horvát katonapilóta repülőgép-balesetben bekövetkezett halála miatt nyújtott be.

## Élete és pályafutása
Krstičević 1969. július 1-jén született Vrgoracban, Split-Dalmácia megyében, az akkori Jugoszláviában. A katonai középiskolát Szarajevóban végezte 1987-ben. A belgrádi Katonai Akadémia elvégzése után Jugoszlávia felbomlott. 1991 nyarán csatlakozott a Horvát Nemzeti Gárdához. A 4. gárdadandárhoz osztották be, ahol végül a dandár parancsnokává emelkedett. Több hadműveletben, köztük a „Maslenica”, a „Tél’94”, a „Nyár’95” és a „Vihar” hadműveletekben vett részt. A háború után, 1997-ben az Egyesült Államok Hadseregének katonai főiskolájára, az Army War College-ba, a pennsylvaniai Carlisle-ba küldték továbbtanulni, ahol kiváló eredménnyel végzett.
2000-ben egyike volt annak a tizenkét tábornoknak, akiknek aláírt levele eredményeként az akkori horvát elnök, Stjepan Mesić visszavonult. Ezt követően menedzserként, vezérigazgatóként, ügyészként és felügyelőbizottsági tagként dolgozott az M SAN és a King ICT számítógépes szoftverfejlesztő cégeknél. 2007-ben Vukovárban túlélt egy helikopterbalesetet, aminek következtében a gerince megsérült. Miután 2016-ban a Horvát Demokratikus Közösség (HDZ) megnyerte a horvát parlamenti választásokat, és Andrej Plenković lett az új horvát miniszterelnök, Krstičevićet kinevezték horvát miniszterelnök-helyettesnek és védelmi miniszternek. 2018-ban kritikát kapott amiatt, hogy dicsérte a „Medaki zseb” hadműveletet mondván, hogy büszke rá, „annak ellenére, hogy szerb civileket öltek meg jogellenesen”, emellett súlyos bírálatok érték amiatt, hogy legitimálta a háborús bűnök miatt elítélt Mirko Norac jelenlétét egy a támadásra emlékező évfordulós ünnepségen.

## Fordítás
- Ez a szócikk részben vagy egészben  a   Damir Krstičević című angol Wikipédia-szócikk ezen változatának fordításán alapul.  Az eredeti cikk szerkesztőit annak laptörténete sorolja fel. Ez a jelzés csupán a megfogalmazás eredetét és a szerzői jogokat jelzi, nem szolgál a cikkben szereplő információk forrásmegjelöléseként.